# Орлова Валентина Євгеніївна
Валентина Євгеніївна Орлова (рос. Валентина Евгеньевна Орлова; нар. 19 квітня 1993, Самара, Росія) — російська футболістка, захисниця «Зірки-2005». Виступала за збірну Росії. Майстер спорту Росії (2016).

## Клубна кар'єра
У дитинстві займалася танцями, з 12 років почала займатися футболом. Перший тренер — Разія Нуркенова. З 15-річного віку виступала за основну команду ЦСК ВВС (Самара).
Влітку 2012 року перейшла в пермський клуб «Зірка-2005». Ставала чемпіонкою Росії (2014, 2015, 2017), срібним (2013, 2016) і бронзовим (2012/13, 2018) призером чемпіонату, володаркою Кубка Росії (2013, 2015, 2016, 2018). У першому турі сезону 2017 року пошкодила зв'язки, через це не виступала до кінця сезону. Всього за «Зірку» зіграла 83 матчі та відзначилася забила 7 голами у чемпіонатах Росії, також виступала в єврокубках.
У січні 2019 року підписала контракт з німецьким клубом другого дивізіону «Саарбрюккен». Навесні 2019 року перейшла до українського клубу «Єдність-ШВСМ». У складі нового клубу дебютувала 11 березня 2019 року в програному (0:1) поєдинку Зимового чемпіонату України проти харківського «Житлобуду-1». Орлова вийшла на поле в стартовому складі та відіграла увесь матч. У Вищій лізі України дебютувала 12 квітня 2019 року в переможному (8:0) виїзному поєдинку 12-о туру проти «Злагоди-Дніпра-1». Валентина вийшла на поле в стартовому складі та відіграла увесь матч. У складі команди з Плисок зіграла 4 матчі у Вищій лізі та 4 поєдинки у Зимовій першості України. Влітку того ж року повернулася в Перм.

## Кар'єра в збірній
Виступала за юнацьку та молодіжні збірну Росії, учасниця фінального турніру молодіжного чемпіонату Європи (2011). У складі студентської збірної — срібний призер Універсіади 2015 року.
У складі національної збірної дебютувала 26 жовтня 2011 року в матчі проти Італії. Перший голом відзначилася 5 квітня 2014 року в воротах Словенії. Останній на даний час матч зіграла 22 травня 2015 року проти Франції, у період з 2011 по 2015 рік зіграла 15 матчів та відзначилася 1 голом.

### Голи за збірну
| Змагання             | Стадія       | Дата       | Місце | Суперник | Голи | Результат | Підсумковий рахунок |
| -------------------- | ------------ | ---------- | ----- | -------- | ---- | --------- | ------------------- |
| чемпіонат світу 2015 | кваліфікація | 2014–04–05 | Хімки | Словенія | 1    | 4–1       | 1                   |

## Досягнення

### Клубні
«Зірка-2005»
- Вища ліга Росії
  -  Чемпіон (6): 2014, 2015, 2017
  -  Срібний призер (2): 2013, 2016
  -  Бронзовий призер (2): 2012/13, 2018

- Кубок Росії
  -  Володар (4): 2012, 2013, 2015, 2016